# Batalla de Dresde
La batalla de Dresde se desarrolló los días 26 y 27 de agosto de 1813 y tuvo como resultado la victoria francesa bajo el mando directo de Napoleón Bonaparte en contra de las fuerzas de la Sexta Coalición conformada por Austria, Rusia y Prusia bajo el mando del mariscal de campo Carlos Felipe de Schwarzenberg. De cualquier manera, la victoria napoleónica no fue completada en su totalidad. No se llevó a cabo una persecución sustancial después de la batalla, y las fuerzas restantes rodearon a los franceses y los obligaron a rendirse en la batalla de Kulm (Chlumec).

## Preludio

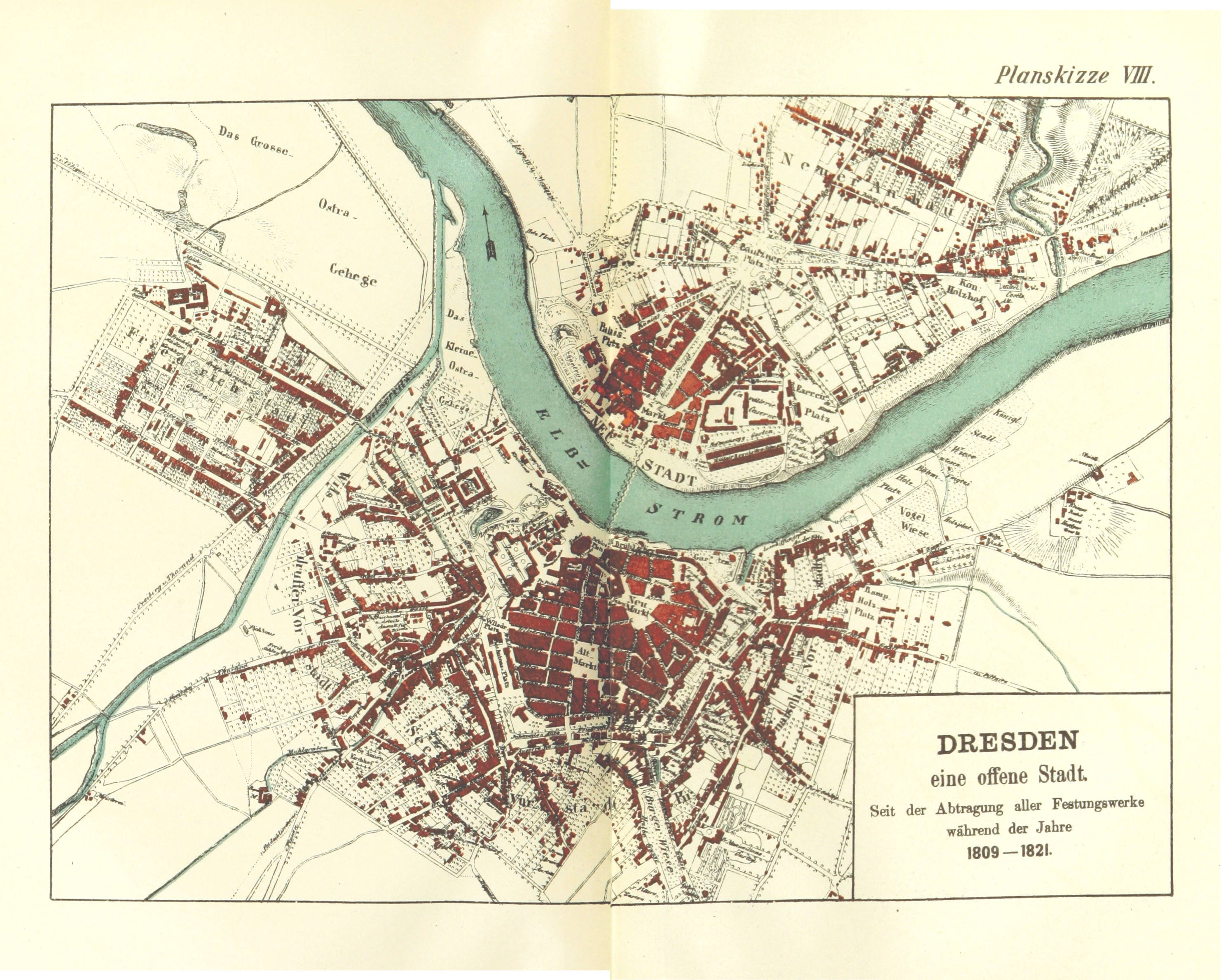
Mapa de dresde de principios del siglo XIX

El 16 de agosto, Napoleón envió las fuerzas del mariscal Saint-Cyr para fortalecer y mantener Dresde con el fin de bloquear los movimientos de los aliados y servir de base para sus propias maniobras. Planeó atacar contra las líneas internas de sus enemigos y derrotarlos con lentitud, antes de que ellos pudieran aglomerar su propia fuerza. Napoleón tenía cerca de 300 000 hombres contra las fuerzas enemigas que sumaban más de 450 000. Pero la coalición evitó la batalla directa contra el propio Napoleón, dedicándose en cambio a atacar a sus comandantes subordinados, tal como se había acordado en el Plan Trachenburg. El 23 de agosto, en la batalla de Grossbeeren, al sur de Berlín, el recién coronado príncipe Carlos de Suecia (que anteriormente había sido mariscal de Napoleón) derrotó a su antiguo camarada Nicolas Charles Oudinot. Y el 26 de agosto, el mariscal prusiano von Blücher derrotó a las fuerzas del mariscal Etienne-Jacques-Joseph MacDonald en la batalla de Katzbach.

## Batalla
En el mismo día de Katzbach, el mariscal Schwarzenberg, con más de 200 000 hombres del ejército austriaco de Bohemia (y acompañado por el propio emperador austriaco, el zar ruso y el rey prusiano) atacaron a las fuerzas de Saint-Cyr. Pero Napoleón llegó rápida e inesperadamente con refuerzos para repeler el ataque. Sobrepasados en una escala de 2 a 1, Napoleón atacó al día siguiente (27 de agosto), principalmente por el flanco izquierdo de los aliados, y obtuvo una impresionante victoria táctica. Luego, repentinamente, tuvo que retirarse del campo de batalla (algunos especulan que fue debido a un ataque de epilepsia) y el no realizar la persecución para concretar su victoria permitió a Schwarzenberg retirarse y escapar de la emboscada. La Coalición perdió cerca de 38 000 hombres y los franceses cerca de 10 000.

## Epílogo
El general Vandamme, actuando motu proprio y sin el consentimiento de Saint-Cyr o de los otros mariscales, persiguió a las fuerzas de Schwarzenberg que se encontraban en retirada, como él creía que su emperador hubiera deseado. Esto dio pie a la batalla de Kulm realizada tres días después.
Respecto al emperador Napoleón, algunos de sus oficiales se percataron de que «sufría un violento cólico, que había provenido de la lluvia fría, a la cual estuvo expuesto durante toda la batalla del día 27».
Dresde sería asediada por las tropas de la coalición a partir del 10 de octubre, capitulando el general Saint-Cyr el 11 de noviembre de 1813.